# ج. بروس إسماي
جوزيف بروس إيسمي (12 ديسمبر 1862 – 17 أكتوبر 1937) كان رجل أعمال إنجليزي، شغل منصب رئيس مجلس الإدارة والمدير العام لشركة وايت ستار لاين. يُعتبر أعلى مسؤول في الشركة نجا من غرق سفينة الشركة الرائدة، آر إم إس تيتانيك، عام 1912.

## الحياة المبكرة
وُلد جوزيف بروس إيسمي في كروسبي، لانكشير. وهو ابن توماس هنري إيسمي (7 يناير 1837 – 23 نوفمبر 1899) ومارغريت بروس (13 أبريل 1837 – 9 أبريل 1907)، ابنة مالك السفن لوك بروس. كان توماس إيسمي الشريك الرئيسي في شركة إيسمي، إمري وشركاه، ومؤسس وايت ستار لاين.
تلقى بروس تعليمه في مدرسة إلستري وهارو،  ثم تلقى دروسًا خاصة في فرنسا لمدة عام. قضى أربع سنوات كمتدرب في مكتب والده، وبعدها قام بجولة حول العالم. ثم توجه إلى مدينة نيويورك كممثل للشركة، حيث ارتقى في المناصب حتى أصبح وكيلاً.
في 4 ديسمبر 1888، تزوج إيسمي من جوليا فلورنس شيفلين (5 مارس 1867 – 31 ديسمبر 1963)، ابنة جورج ريتشارد شيفلين وجوليا ماتيلدا ديلا بلاين من نيويورك، وأنجبا معًا خمسة أطفال:
- هنري بروس إيسمي (3 أبريل 1891 – 1 أكتوبر 1891)
- إيفلين كونستانس إيزماي (17 يوليو 1897 – 9 أغسطس 1940)، التي تزوجت من باسيل ساندرسون (1894–1971) في عام 1927
- جورج بروس إيسمي (6 يونيو 1902 – 30 أبريل 1943)، الذي تزوج من فلورنس فيكتوريا إدرينغتون عام 1926.[8]
- توماس بروس إيسمي (18 فبراير 1894 – 27 أبريل 1954)، الذي تزوج من جين مارغريت سيمور، ابنة والتر سيمور من قلعة باليمور، مقاطعة غالواي، أيرلندا، عام 1922
- مارغريت بروس إسماي (29 ديسمبر 1889 – 15 مايو 1967)، التي تزوجت من جورج رونالد هاميلتون تشيب (1881–1957) عام 1912

في عام 1891، عاد إسماي مع أسرته إلى المملكة المتحدة، وأصبح شريكًا في شركة والده، إيزماي، إيمري وشركاه. في عام 1899، توفي توماس إسماي، وتولى بروس إسماي رئاسة أعمال العائلة. كان لإسماي موهبة في مجال الأعمال، وازدهرت شركة وايت ستار لاين تحت قيادته. بالإضافة إلى إدارته لأعمال السفن، شغل إسماي أيضًا منصب مدير في عدة شركات أخرى. في عام 1901، تواصل معه الأمريكيون الراغبون في بناء تجمع شحن دولي (شركة التجارة البحرية الدولية) الذي وافق إسماي على بيع شركته له.

## رئيس شركة وايت ستار لاين
بعد وفاة والده في 23 نوفمبر 1899، تولّى بروس إيسمي رئاسة شركة وايت ستار لاين خلفًا لوالده. قرر بناء أربع سفن محيطية تفوق "أوشانيك" التي أسسها والده، وأُطلق على هذه السفن اسم "الرباعي الكبير". صُمّمت هذه السفن لتكون أكثر رحابة ورفاهية، بدلًا من التركيز على السرعة.
في عام 1902، أشرف إيسمي على بيع شركة وايت ستار لاين إلى شركة جي بي مورغان وشركاه، التي كانت تسعى إلى تأسيس شركة ميركانتايل مارين الدولية، وهو تحالف شحن عابر للأطلسي ضم عددًا من كبرى شركات الشحن الأمريكية والبريطانية. كانت هذه الشركة بمثابة شركة قابضة تُشرف على شركات تشغيل فرعية. سعى مورغان إلى السيطرة على حركة الشحن عبر الأطلسي من خلال مجالس إدارة مترابطة وترتيبات تعاقدية مع خطوط السكك الحديدية، غير أن هذا الهدف لم يتحقق بسبب طبيعة النقل البحري غير المجدولة، والتشريعات الأمريكية المناهضة للاحتكار، والاتفاقيات المبرمة مع الحكومة البريطانية. أصبحت شركة وايت ستار لاين إحدى الشركات التابعة لهذا التحالف، وفي فبراير 1904، تولّى إيسمي رئاسة شركة ميركانتايل مارين الدولية بدعم من مورغان.

## آر إم إس تايتانيك

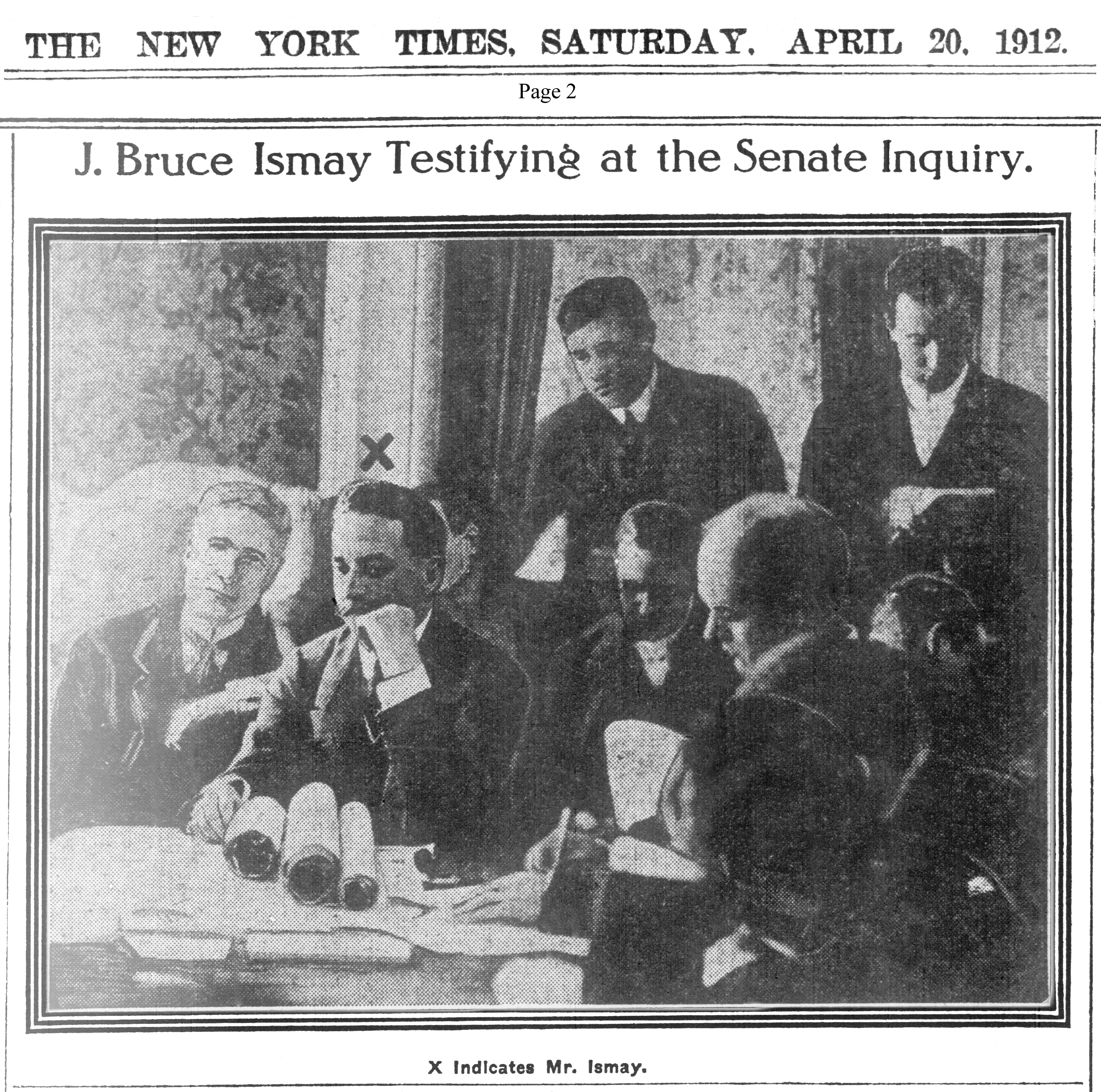
في غضون خمسة أيام من الغرق، نشرت صحيفة نيويورك تايمز عدة أعمدة تتناول تصرفات إيسمي، "التي أُثير حولها كثير من الجدل". تضمنت الأعمدة شهادة المحامي كارل هـ. بير، الذي أفاد بأن إيسمي ساعد في الإشراف على تحميل الركاب في قوارب النجاة، بالإضافة إلى شهادة ويليام إي. كارتر، الذي ذكر أنه وإيسمي صعدا إلى أحد القوارب فقط بعد التأكد من عدم وجود نساء.

في عام 1907، التقى إيسمي باللورد بيري من شركة هارلاند آند وولف لبناء السفن لمناقشة رد شركة وايت ستار على السفينتين لوزيتانيا وموريتانيا، واللتين كانت قد أطلقتهما شركة كونارد لاين المنافسة. لم تكن سفن إيسمي الجديدة تهدف إلى التفوق في السرعة، بل تميزت بسعة كبيرة لفئة الدرجة الثالثة ومستوى من الرفاهية غير المسبوق في تاريخ السفن البخارية، لتجذب بذلك الأثرياء والطبقة البرجوازية الصاعدة. وقد خُطط لبناء ثلاث سفن من فئة أوليمبيك كلاس، وهي بالترتيب: أوليمبيك وتايتانيك.
في خطوة أثارت لاحقًا جدلًا واسعًا، أجاز إيسمي خلال بناء أول سفينتين من الفئة تقليص عدد قوارب النجاة من 48 إلى 16 فقط، وهو الحد الأدنى الذي كانت تسمح به لجنة التجارة البريطانية استنادًا إلى حمولة سفينة أوليمبيك.
اعتاد إيسمي مرافقة السفن الجديدة في رحلاتها الافتتاحية، وكان ذلك حاله مع تايتانيك. وقد صعد إلى السفينة من ساوثهامبتون. وخلال الرحلة، ناقش مع كبير المهندسين جوزيف بيل أو القبطان إدوارد سميث – وربما كلاهما – إمكانية إجراء تجربة للسرعة إذا سمح الوقت بذلك. وبعد اصطدام السفينة بجبل جليدي على بُعد نحو 370 ميلًا إلى الجنوب الشرقي من نيوفاوندلاند في ليلة 14 أبريل 1912، بات من الواضح أنها ستغرق قبل وصول أي سفن إنقاذ.
صعد إيسمي إلى القارب القابل للطي C، الذي أُطلق قبل نحو 20 دقيقة فقط من غرق السفينة.

### الانتقادات

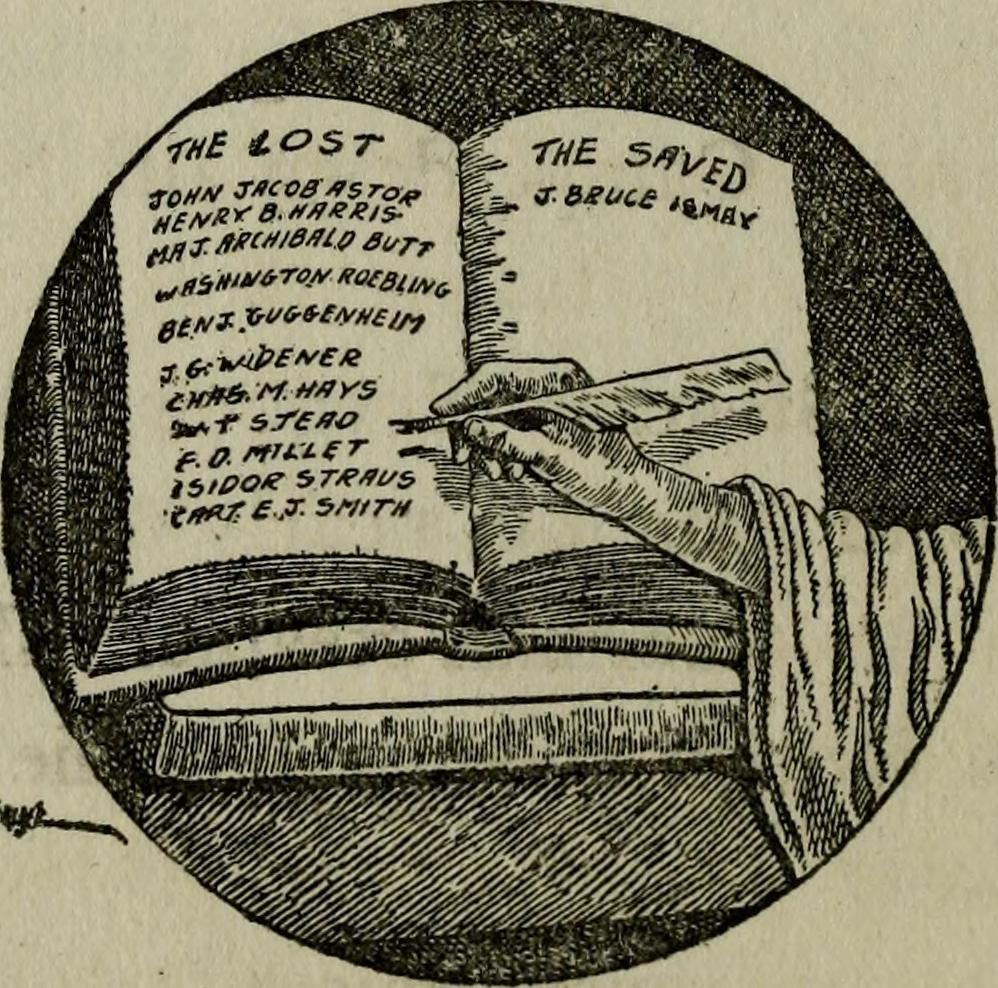
رسم من كتاب صدر عام 1912 بعنوان تحطم وغرق تايتانيك، ينتقد إيسمي بمقارنته بشخصيات بارزة لقيت حتفها في غرق تايتانيك

عقب الكارثة، تعرض إيسمي لانتقادات حادة من الصحافة الأمريكية والبريطانية لمغادرته السفينة بينما لا تزال النساء والأطفال على متنها. أطلقت عليه بعض الصحف ألقابًا مثل "جبان التايتانيك" و"جاي بروت إيسمي"، واقترحت استبدال علم شركة وايت ستار بعلم أصفر يرمز إلى الجبن. كما نُشرت رسوم كاريكاتيرية تسخر من فراره من السفينة. وكتب الصحفي الشاب آنذاك في شيكاغو، بن هيكت، قصيدة لاذعة قارن فيها بين تصرفات القبطان سميث وإيسمي، واختتمها بالبيت التالي:
يرى بعض المراقبين أن إيسمي التزم بمبدأ "النساء والأطفال أولًا"، وساعد بنفسه عددًا من النساء والأطفال. وقد دافع التحقيق البريطاني في غرق تايتانيك عن تصرفاته، وجاء فيه:
كان إيسمي قد صعد إلى القارب القابل للطي C برفقة راكب الدرجة الأولى ويليام إي. كارتر، وصرّح كلاهما بأنهما فعلا ذلك بعد التأكد من عدم وجود نساء أو أطفال بالقرب من القارب.
غير أن سلوك كارتر ومصداقيته تعرضا لاحقًا للتشكيك من قِبل زوجته لوسيل كارتر، التي رفعت عليه دعوى طلاق عام 1914، وشهدت أمام المحكمة بأنه تخلى عنها وعن أطفالهما بعد الاصطدام، واتهمته بـ"معاملة قاسية ووحشية ومهينة".
أقصاه المجتمع اللندني، ووُصف بالجبان. وفي 30 يونيو 1913، قدّم استقالته من رئاسة شركة النقل البحري الدولية ومنصبه في وايت ستار لاين، وخلفه هارولد ساندرسون.
وخلال التحقيق الأمريكي في غرق تايتانيك، أعلن إيسمي أن جميع سفن الشركة ستُزوّد بعدد كافٍ من قوارب النجاة يكفي لجميع الركاب. وبعد انتهاء التحقيق، عاد إيسمي والضباط الناجون إلى إنجلترا على متن السفينة أدرياتيك.